# Miussinsk
Miussinsk (en ucraïnès: Міусинськ, en rus: Миусинск) és una ciutat del municipi de Khrustalni, de l'óblast de Luhansk a Ucraïna, situada actualment a zona ocupada per la República Popular de Luhansk de la Rússia. El 2021 tenia 4.603 habitants.

## Història
L'assentament va ser fundat el 1923 amb el nom de Shtergres (en rus: Штергрэс), on gres fa referència a la central tèrmica local, construïda com a part del pla GOELRO.
El 1938 Shtergres va obtenir l'estatus oficial d'assentament de tipus urbà.
El 1965 es van fusionar l'assentament de tipus urbà de Shtergres i el poble de Novopavlovka i es va establir la ciutat de Miussinsk.
A partir de mitjans d'abril de 2014, Miussinsk estava controlada per la República Popular de Luhansk i no per les autoritats ucraïneses.

## Demografia
Llengua nativa segons el cens d'Ucraïna de 2001:
- Rus 56,95%
- Ucraïnès 42,30%
- Armeni 0,41%
- Belarús 0,08%